# Jacobus Theodorus Abels
Jacobus Theodorus Abels (Amsterdam, 1º settembre 1803 – Abcoude, 18 giugno 1866) è stato un pittore olandese.

## Biografia
Allievo di Jan van Ravenswaay, si trasferì in Germania, per poi tornare all'Aia e sposare la figlia del pittore Pieter Gerardus van Os. Pittore prevalentemente paesaggista, è celebre per la padronanza della luce e del colore, in particolare in scene notturne al chiaro di luna.